# Pavla Mede
Pavla Mede (partizansko ime Katarina), slovenska komunistka, partizanka in narodna herojinja, * 29. junij 1919, Strahinj, † 8. januar 1943, Osankarica (padla v boju).
Pavla Mede se je rodila kot Pavla Sajovic v vasi Strahinj pri Naklu. Po končani osnovni šoli se je zaposlila v tekstilni tovarni Jugobruna v Kranju. Leta 1935 se je poročila z Rudijem Medetom, s katerim sta že leta 1936 vstopila v KPJ.
26. julija 1941 se je nad vasjo Cegelnica v bližini Naklega ustanovila 1. kranjska četa, ki sta se ji že takrat pridružila Pavla in Rudi Mede.
Četa je kmalu doživela svoj bojni krst v bojih na Storžiču. Po uničenju te čete sta se Pavla in Rudi umaknila v Ljubljano, od koder sta se pridružila Krimskemu odredu. Rudi je od tam odšel na Dolenjsko, kjer se je pridružil 2. štajerskemu bataljonu, Pavla pa je ostala v taborišču v Zapotoku, kjer so bile partizanske delavnice. Tam se je med 22. in 25. junijem 1942 ustavila Druga grupa odredov, ki je bila na  pohodu proti Štajerski. Pavla se je takrat pridružila  Rudiju, ki je bil takrat komandir čete v 1. bataljonu Savinjskega odreda.
Kot partizanka bataljona,  ki  je najprej nosil ime svojega komandanta Ivana Starihe - Janka,  »Jankov bataljon«, kasneje pa po Francu Poglajenu - Kranjcu, »Kranjčev bataljon«, je sodelovala v pohodu Druge grupe odreda na Štajersko. Sodelovala je tudi v bojih na Gabrski gori, Žirovskom vrhu, Blegošu in na Jelovici.  10. avgusta 1942 se je cela grupa Odredov na Jelovici razdelila na dve skupini. »Kranjčev bataljon« se je takrat znašel sredi  nemške ofenzive ter se je bil prisiljen prebiti  do vznožja Košute, nato pa preko Košute na vrh Karavank in naprej na Koroško.
Z bataljonom je 25. avgusta 1942 sodelovala tudi v bitki pri vasi Robež pod Obirom, kjer je bataljon dosegel pomembno zmago, preden je 28. avgusta 1942 prispel na Štajersko.
Med reorganizacijo štajerskih partizanskih enot v septembru 1942, je bil iz jedra »Kranjčevega bataljona« oblikovan 1. bataljon pohorskega odreda, ki je na splošno najbolje poznan pod imenom Pohorski bataljon. S tem bataljonom, katerega začasni komandant je bil Pavlin mož Rudolf Mede - Groga, politkomisar pa Jože Menih - Rajko, je v sestavu  3. čete konec septembra 1942 Pavla odšla na Pohorje. Po reorganizaciji Pohorskega bataljona, 3. novembra 1942, ko so se v bataljon vključile Šaleška, Savinjska in Puška četa, je bila Pavla Mede s činom vodnice postavljena za komandirko ženskega voda,  Rudolf pa je bil imenovan za komandanta Pohorskega bataljona.
Na tem mestu se je večkrat izkazala v boju in je bila večkrat poimensko omenjena v poročilih Glavnemu štabu NOV in POS.
8. januarja 1943 je Pavla Mede  padla v poslednjem boju Pohorskega bataljona na Osankarici. Njeno truplo je bilo med 65 mrtvimi partizani, ki so jih Nemci prepeljali s Pohorja v Gradec in jih tam  11. januarja 1943 pokopali.
Za narodno herojinjo je bila Pavla Mede - Katarina proglašena  20. decembra 1951.